# Forat des Arts
El Forat des Arts és un congost del terme municipal de Conca de Dalt, al Pallars Jussà, dins de l'antic terme d'Hortoneda de la Conca, a la vall del riu de Carreu, en terres del Mas de Vilanova, o Vilanoveta. És al sud-est de Vilanoveta, a llevant del Planell de les Bruixes i a ponent de les Arts; és, de fet, la cinglera que forma el Serrat de les Comelletes damunt del riu de Carreu. Es tracta d'un dels passos que s'ha obert al llarg dels segles el riu de Carreu a la vall que queda delimitada al nord per la Serra de Boumort i al sud per la de Carreu.